# Planta parásita

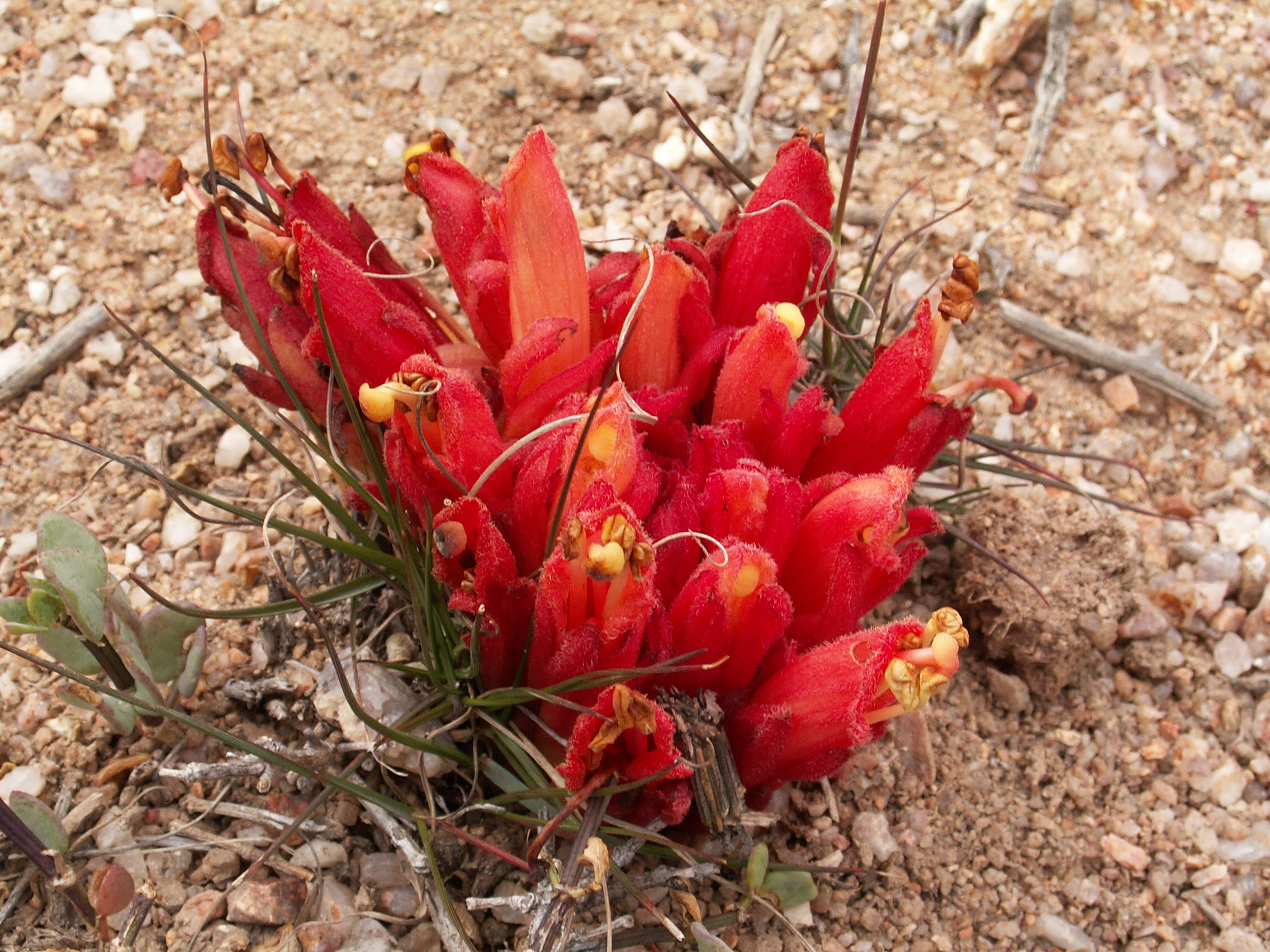
3.a Holoparásita Hyobanche sanguinea, Richtersfeld, Namaqualand, northern cape, África del Sur.

Una planta parásita es la que obtiene alguna o todas las sustancias nutritivas que necesita para su desarrollo desde otra planta. Se conocen con estas características a unas 4100 especies en aproximadamente 19 familias de angiospermas. Las plantas parásitas tienen una raíz modificada, llamada haustorio, que penetra a la planta anfitrión y la conecta con su xilema, floema, o con ambos.

## Clases de parasitismos
Las plantas parásitas se clasifican como sigue:
- a. Parásita obligada - un parásito que no puede terminar su ciclo vital sin un anfitrión.
- b. Parásita facultativa - un parásito que puede terminar su ciclo vital independientemente de un anfitrión.
- c. Parásitas de tallos - parásita que se fija al tallo del anfitrión.
- d. Parásitas de raíces - parásita que se fija a la raíz del anfitrión.
- e. Holoparásita - una planta que es totalmente parásita en otras plantas y no tienen ninguna clorofila.
- f. Hemiparásita - una planta que es parásita bajo condiciones naturales y es también fotosintética en un cierto grado. Las hemiparasitas puede apenas obtener los alimentos del agua y del mineral de la planta anfitrión. Muchos obtienen también por lo menos parte de sus nutrientes orgánicos del anfitrión.

En las hemiparásitas, uno de los tres sistemas de términos se puede aplicar a la misma especie, e.g. 
- Nuytsia floribunda es una hemiparásita obligada de raíces.
- Rhinanthus es una hemiparásita facultativa de raíces.
- Viscum album es una hemiparásita obligada de los tallos.

En las holoparásitas se obligan siempre dos términos necesarios, e.g. 
- Cuscuta europaea es holoparásita de tallo.
- Hydnora spp. son holoparásitas de raíces.

En este grupo encontramos las manifestaciones más extremas. Carecen completamente de clorofila (no serán verdes), por tanto, sin capacidad de realizar fotosíntesis. Al no realizar fotosíntesis no necesitan hojas (que serían algo así como los órganos "captadores de luz") ni por tanto tallos que funcionen como soporte para las mismas. Obtienen los nutrientes y el agua del floema y xilema de la planta hospedadora. La mayoría son parásitas de raíces, sin embargo algunas especies son parásitas de tallos y han perdido la rubisco, los tilacoides, clorofilas y fijación de CO2. Algunas especies de la familia Rafflesiales también son parásitas de tallos, como Apodanthes, Pilostyles, Rafflesia, pero posiblemente empezaran siendo en su origen parásitas de raíz para pasar luego a ser del tallo. Conociendo estos datos no sorprende observar que como órganos vegetativos solo posean unas raíces modificadas (haustorios) que penetran en el tejido del hospedador.

## Rangos de hospedaje
Algunas plantas parásitas son generalistas y parasitan muchas diversas especies, incluso varias especies a la vez. De este modo Cuscuta, Cassytha y Odontites verna son parásitas generalistas. Otras plantas parásitas son los especialistas que parasitan unas pocas o una sola especie. Epifagus virginiana es un holoparásito solamente de la raíz de Fagus grandifolia y Rafflesia son unos holoparásitos de la vidaTetrastigma.

## Importancia
- Los orobanches y las cuscutas producen pérdidas económicas significativas en los cultivos de plantas herbáceas. Los muérdagos producen daños económicos en los árboles del bosque y en los árboles ornamentales.
- Rafflesia arnoldii producen las flores más grandes del mundo con cerca de un metro de diámetro. Es una atracción turística en su hábitat nativo.
- Castilleja linariaefolia ("Indian paintbrush") es la flor emblemática del estado de Wyoming.
- Phoradendron serotinum ("Oak Mistletoe") es la flor emblema de Oklahoma.
- Algunas plantas parásitas se cultivan por sus flores atractivas, tal como Nutysia y orobanches.
- Las plantas parásitas son importantes en la investigación, especialmente sobre la pérdida de fotosíntesis durante la evolución.
- Una docena de plantas parásitas se usan como alimentos por las personas.[3]
- Nuytsia floribunda ("Western Australian Christmas tree") en algunas ocasiones daña a los cables enterrados al confundirlos con raíces del anfitrión y tratar de parasitarlos[4]

## Plantas parásitas sobre hongos
Unas 400 especies de angiospermas y una gimnosperma (Parasitaxus usta), son parásitas sobre las micorrizas de los hongos. Se las conoce como micoheterótrofas más que plantas parásitas. Algunas micoheterótrofas son: Monotropa uniflora ("Indian pipe"), Sarcodes sanguinea ("snow plant"), la orquídea subterránea Rhizanthella gardneri, Neottia nidus-avis ("orquídea nido") y Allotropa virgata ("sugarstick").